# Claudia Blasberg
Claudia Blasberg (* 14. Februar 1975 in Dresden) ist eine ehemalige deutsche Ruderin. Ihr Heimatverein ist der Dresdner Ruderverein.
Claudia Blasberg ruderte im Leichtgewichts-Doppelzweier der Frauen, hauptsächlich mit ihrer Partnerin Daniela Reimer, mit der sie sich bei den Olympischen Spielen 2004 im Leichtgewichts-Doppelzweier eine Silbermedaille erruderte und dafür mit dem Silbernen Lorbeerblatt ausgezeichnet wurde.
Sie ist ausgebildete Krankenschwester.

## Erfolge als Ruderin (Auswahl)
- Olympische Ruderregatta 2004, Leichtgewichts-Doppelzweier, Silbermedaille
- Ruder-Weltmeisterschaften 2003, Leichtgewichts-Doppelzweier, Goldmedaille
- Ruder-Weltmeisterschaften 2002, Leichtgewichts-Doppelzweier, Silbermedaille
- Ruder-Weltmeisterschaften 2001, Leichtgewichts-Doppelzweier, Goldmedaille
- Olympische Ruderregatta 2000, Leichtgewichts-Doppelzweier, Silbermedaille
- Ruder-Weltmeisterschaften 1998, Leichtgewichts-Doppelzweier, Silbermedaille

Claudia Blasberg beendete ihre Karriere als Leistungssportlerin nach den Olympischen Spielen 2004 und wird mit den Worten „Ich bin mit mir und der Welt zufrieden“ zitiert.